# Mesosemia anceps
Mesosemia anceps är en fjärilsart som beskrevs av Hans Ferdinand Emil Julius Stichel 1915. Mesosemia anceps ingår i släktet Mesosemia och familjen Riodinidae. Inga underarter finns listade i Catalogue of Life.